# Chromocheilosia incerta
Chromocheilosia incerta är en tvåvingeart som först beskrevs av Shannon och Aubertin 1933.  Chromocheilosia incerta ingår i släktet Chromocheilosia och familjen blomflugor. Inga underarter finns listade i Catalogue of Life.